# Le Magicien et son disciple
Le Magicien et son disciple (The Magician's Apprentice en V.O., littéralement : L'Apprenti du magicien) est le premier épisode de la neuvième saison de la deuxième série de la série télévisée britannique de science-fiction Doctor Who, diffusé sur BBC One le 19 septembre 2015. Cet épisode est le premier d'une histoire en deux parties.

## Accroche
S'il ne restait au Docteur qu'une journée à vivre, où irait-il la passer ? Pour le moment, un souvenir semble le hanter... Pourriez-vous tuer un enfant, même s'il devenait un terrible dictateur ?

## Distribution
- Peter Capaldi (V.F. : Philippe Résimont) : Le Docteur
- Jenna Coleman (V.F. : Marielle Ostrowski) : Clara Oswald
- Michelle Gomez (VF : Jacqueline Ghaye) : Missy
- Julian Bleach : Davros
- Jemma Redgrave : Kate Stewart
- Kelly Hunter : L'Architecte des Ombres
- Claire Higgins : Ohila
- Jaye Griffiths : Jac
- Daniel Hoffmann-Gill : Bors
- Jami Reid-Quarrell : Colonie Sarff
- Aaron Neil : Dunlop
- India Ria Amarteifio : Alison
- Joey Price : L'enfant
- Dasharn Anderson : Ryan
- Harki Bhambra : Mike
- Demi Papaminas : TBA

### Version française
26 décembre 2015 sur France 4.

## Mini-épisodes
Le 11 septembre 2015, la BBC a publié sur son site un mini-épisode nommé « Prologue » mettant en scène le Docteur sur Karn et recevant le testament de la main d'un « vieil ami ». Un second mini-épisode nommé « The Doctor's Meditation » (« la méditation du Docteur ») fut diffusé aux États-Unis après une rediffusion du double épisode « La Nécrosphère / Mort au paradis » et montre le Docteur tentant de méditer dans un vieux château anglais en compagnie de Bors et n'y arrivant pas.

## Résumé
Pendant une guerre extra-terrestre, un garçon se retrouve piégé dans un champ de « mines-mains », des créatures souterraines qui tuent en attirant leurs victimes dans le sol. Le Docteur apparait pour l’aider, communiquant à travers son tournevis sonique qu'il lui lance, mais le Seigneur du Temps est tétanisé quand le garçon lui donne son nom : Davros.
Sur Terre, Clara Oswald remarque pendant un de ses cours que les avions sont figés dans le ciel. Appelée par UNIT dans la Tour de Londres, elle tente d'appeler le Docteur sans résultat. Après plusieurs minutes à essayer de comprendre les intentions de la personne qui contrôle les avions, ils reçoivent un message : c'est Missy qui est derrière cet événement et elle veut voir Clara. Missy se montre évasive sur les circonstances de son retour mais insiste pour retrouver le Docteur ; en effet, elle a reçu les Confessions du Docteur, l'équivalent de son testament, ce qui signifie qu'il n’a plus qu'une journée à vivre. Clara accepte de suivre Missy si elle libère les avions, ce qu'elle fait. Pendant ce temps-là, un être appelé la Colonie Sarff recherche le Docteur parmi ses connaissances, la Proclamation de l’Ombre et les Sorcières de Karn.
Clara et Missy retrouvent le Docteur à Essex en 1138, où le Docteur s'est amusé à introduire de nombreux anachronismes. Les retrouvailles tournent court quand la Colonie Sarff apparait et demande au Docteur de le suivre : Davros veut le voir avant de mourir, car il « se souvient ». Le Docteur obéit et les trois sont emprisonnés sur ce qui semble être une station spatiale. Le Docteur retrouve son vieil ennemi agonisant, se souvenant du jour où il l'a abandonné avec son vieux tournevis sonique, et avant de mourir, Davros jure vengeance. Alors que Missy se rend compte que la gravité dans la station n'est pas artificielle, indiquant qu'ils sont sur une planète invisible, elle ouvre un sas et voit peu à peu les environs apparaître : ils sont sur Skaro, la terre des Daleks. Missy et Clara sont capturées et le Docteur ne peut qu'assister à l'apparente extermination de ses deux amies avant que les Daleks ne détruisent son TARDIS.
Au terme de l’épisode, un flashforward montre Davros enfant piégé dans le champ de mines-mains. Le Docteur disparait devant lui avant de réapparaitre, une version du futur tenant un fusil Dalek et prêt à exterminer son ennemi à venir.

### Continuité
- Dans le mini-épisode « The Doctor's Meditation », le Docteur tente d'affronter Bors avec une cuillère (« Robot des Bois ») et écrit des calculs sur le sol (« En apnée »).
- On revoit les sœurs de Karn apparues en 1976 dans l'épisode « The Brain of Morbius » et réintroduites en 2013 dans le mini-épisode « The Night of the Doctor »[1],[2].
- Lorsque le Docteur rencontre Davros, on peut entendre les extraits d'autres affrontements entre eux, notamment le discours du quatrième Docteur dans l'épisode « La Genèse des Daleks. » De même, le fait que l'on voie des avions lancer des lasers contre des archers réfère à une ligne de cet épisode expliquant que la technologie a régressé à cause de la guerre. Harry Sullivan faisait même remarquer qu'ils allaient « revenir avec des arcs et des flèches »[3].
- On revoit le Maldovarium, un bar d'extra-terrestres déjà aperçu dans « La Retraite du démon »[4] et l'on peut y voir un Ood. On y voit aussi le quartier général de la Proclamation des Ombres, où se trouve l'Architecte de l'ombre et un Judoon.
- Un agent d'U.N.I.T. fait mention d'endroits où le Docteur pourrait se trouver. On retrouve San Martino (« The Masque of Mandragora »), Manhattan (« The Chase », « L'Expérience finale/DGM : Dalek génétiquement modifié » et « Les Anges prennent Manhattan »), il est aussi fait allusion à trois lieux « qui pourraient être l'Atlantide » en référence au fait que le Docteur a rencontré plusieurs versions de l'Atlantide au cours de la série (« The Underwater Menace », « The Time Monster » et « The Dæmons » [3]).
- Le Docteur fait référence à d'autres incarnations de lui-même : l'un avec un nœud papillon (le 11e Docteur) et un avec une longue écharpe (le 4e Docteur).
- Quand le Docteur annonce ne plus avoir de tournevis sonique et que Missy s'étonne de ne l'avoir « jamais avoir vu comme ça », il s'agit d'une erreur : le Cinquième Docteur n'avait pas de tournevis sonique à partir de The Visitation, et les Sixième et Septième n'en ont jamais eu à l'écran, sauf que bien sûr à partir du téléfilm de 1996 où le Septième en à un pour verrouiller les cendres du Maître peu de temps avant que il n'a été secoué et qu'il en est sorti de son petit conteneur où il avait été transporté sous forme de larve visqueuse depuis Gallifrey et où après il se fait tirer dessus à San Francisco dont le Maître et le Docteur se sont affrontés à de multiples reprises sur cette période.